# M. Steven Felty
M. Steven Felty ist ein US-amerikanischer Schauspieler und Synchronsprecher.

## Leben
Felty erlangte 1993 seinen Abschluss an der University of Nevada, Reno im Fach Theater. Vier Jahre später gab er im Kurzfilm God Talk sein Filmschauspieldebüt. 1999 erhielt er eine Statistenrolle im Film Wishmaster 2 – Das Böse stirbt nie. In den nächsten Jahren erhielt er kleinere und größere Rollen in verschiedenen Film- und Fernsehserienproduktionen. Eine größere Rolle erhielt er 2007 im Horrorfilm Headless Horseman – Der kopflose Reiter als Sgt. Mosby Rusk. Der Film feierte seine Premiere am 20. Oktober 2007 auf dem Screamfest Horror Film Festival und erschien im Folgejahr in dem US-amerikanischen Videoverleih. Es folgten in den 2010er Jahren mehrere größere Besetzungen in den vom Filmstudio The Asylum produzierten Filmen Hänsel und Gretel, Attila – Master of an Empire und Geo-Disaster – Du kannst nicht entfliehen!. 2016 gewann er auf dem Love International Film Festival den Preis des besten Schauspielers für seine Leistungen im Film Reclaiming Friendship Park aus dem Vorjahr.

## Filmografie (Auswahl)

### Schauspiel
- 1997: God Talk (Kurzfilm)
- 1999: Wishmaster 2 – Das Böse stirbt nie (Wishmaster 2: Evil Never Dies)
- 2000: Arrest & Trial (Fernsehserie, 1 Episode)
- 2001: The Surreal World: Tatooine Episode 1.5 (Kurzfilm)
- 2005: Boo
- 2007: Headless Horseman – Der kopflose Reiter (Headless Horseman)
- 2008: The Dunwich Horror (Fernsehfilm)
- 2009: Basement Jack
- 2010: Old-Time Tent Revival (Kurzfilm)
- 2011: 3 Times a Charm
- 2011: Project RCVR (Fernsehserie)
- 2012: Not at Home (Kurzfilm)
- 2013: Hänsel und Gretel (Hansel & Gretel )
- 2013: Hello Hero: Holding Out for a Hero (Kurzfilm)
- 2013: The Bell Witch Haunting
- 2013: Attila – Master of an Empire (Attila)
- 2013: Round the Bend (Fernsehfilm)
- 2015: Reclaiming Friendship Park
- 2016: Color My World (Kurzfilm)
- 2016: Sing About It (Kurzfilm)
- 2016: Regional Office Heroes (Kurzfilm)
- 2017: Geo-Disaster – Du kannst nicht entfliehen! (Geo-Disaster)
- 2020: Stalked by My Husband’s Ex (Fernsehfilm)
- 2020: Reversion
- 2023: Dante’s Hotel

### Synchronisationen
- 2006: Wolfhound (Volkodav iz roda Serykh Psov)
- 2016: Sharknado 4 (Sharknado: The 4th Awakens, Fernsehfilm)
- 2017: Sharknado 5: Global Swarming (Fernsehfilm)
- 2018: Sharknado 6: The Last One (The Last Sharknado: It’s About Time, Fernsehfilm)
- 2022: Time Pirates

## Theater (Auswahl)
- The Night of January 16, Regie: Charles Picerni, Odyssey Theatre
- Jewtopia, Regie: Bryan Fogel, Greenway Court LA
- Crime and Punishment, Palmdale
- A Tuna Christmas, Palmdale
- Arachnatopia, Moving Arts